# Saxicavella nybakkeni
Saxicavella nybakkeni is een tweekleppigensoort uit de familie van de Basterotiidae. De wetenschappelijke naam van de soort is voor het eerst geldig gepubliceerd in 1994 door P. Scott.